# フアン・コルデロ

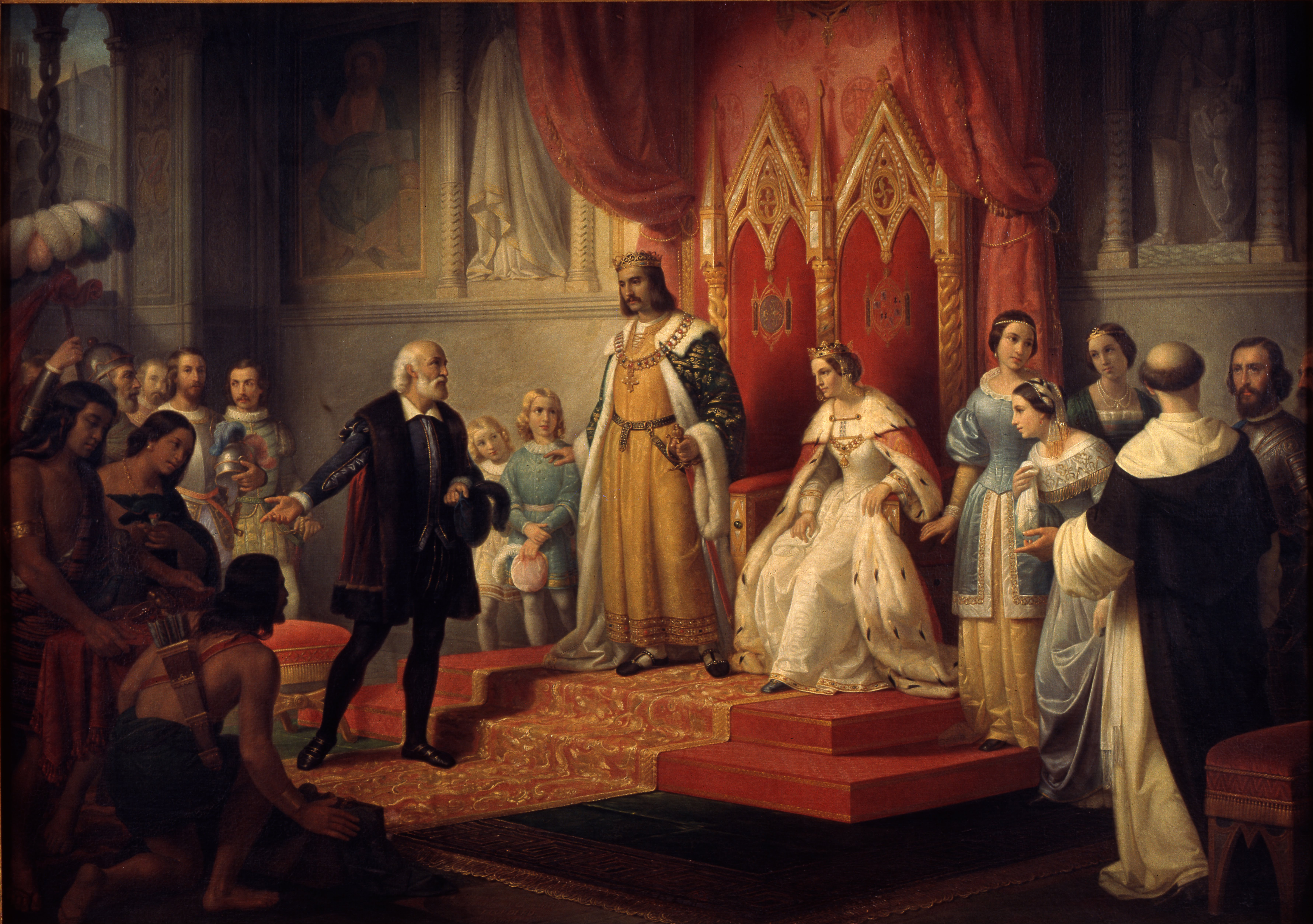
カトリック両王の前のコロンブス
メキシコ国立美術館 蔵

フアン・コルデロ（Juan Cordero、フルネームはJuan Nepomuceno María Bernabé del Corazón de Jesús Cordero de Hoyos、1822年5月16日 - 1884年5月29日）はメキシコの画家である。イタリアで学び、古典主義のスタイルで肖像画や壁画を描いた。

## 略歴
プエブラ州のテシウトラン(Teziutlán)でスペイン人の行商人とメキシコ人の母親の間に生まれ、父親とメキシコの各地を旅して商売をしていた。父親は息子の絵の才能に気づいて、メキシコシティの美術学校、アカデミア・デ・サン・カルロスに入学させた。さらに修行するために1844年からローマに渡り、アカデミア・ディ・サン・ルカに入学した 。ローマでは、スペイン出身の画家、ペレグリ・クラーベ(Pelegrí Clavé: 1811-1880)に学び、ナザレ派の影響を受けた画家たちやアカデミック美術の画家フィリッポ・アグリコーラ(Filippo Agricola: 1776–1857)からも影響を受けた。 
コルデロの作品は当時ローマに亡命していたメキシコの元大統領、アナスタシオ・ブスタマンテが知ることになり、バチカンのメキシコ公使館で働くことができるようになり、1853年までローマで修行した。
ローマで描いた作品を携えてメキシコに戻り、サン・カルロス・アカデミーで展覧会を開くと、高く評価された。1860年にサン・カルロス・アカデミーの校長を務めていたスペイン生まれの彫刻家のマヌエル・ヴィラール(Manuel Vilar: 1812-1860)が亡くなった後、アカデミーの校長の職を、メキシコに移ってきていたペレグリ・クラーベと争った。後援者たちの政治的立場の対立もあり、校長の職ははクラベが継いだ。
1860年から1867年の間はメキシコ各地を旅して肖像画家として働いた。1845年の地震で損傷を受けた後再建されたメキシコシティの教会(Iglesia de Santa Teresa la Antigua)の壁画も描いた。
後に、メキシコ壁画運動の発祥とされることになる壁画を、友人のガビノ・バレダが学長を務めるEscuela Nacional Preparatoriaに1874年に描いたがこの壁画は1900年に取り壊された。
武装蜂起でポルフィリオ・ディアスが大統領になった1876年以降は政治的な理由によるためか展覧会への出展をしなくなった。1884年にメキシコシティで没した。

## 作品

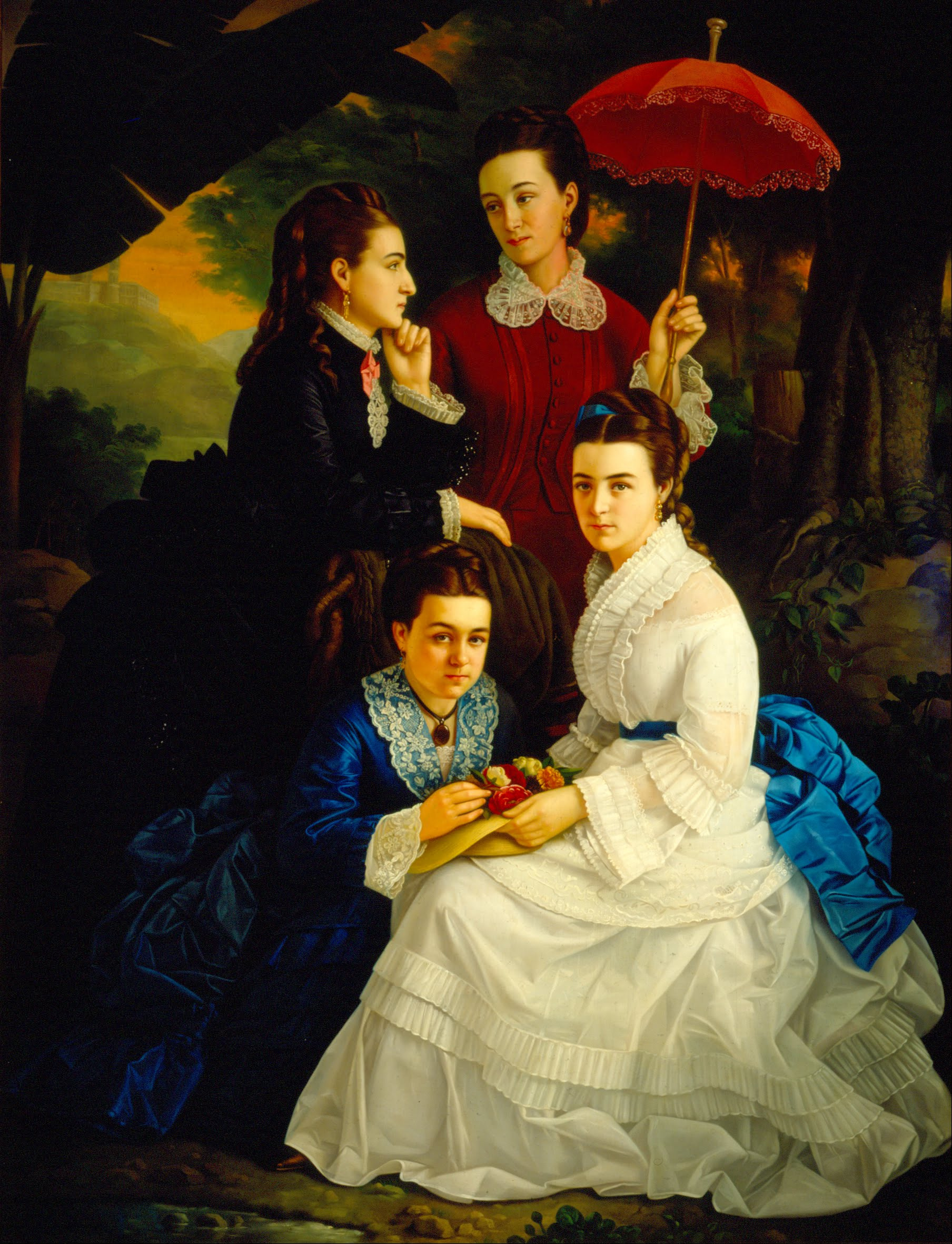
娘たちの肖像画 (1875) メキシコ国立美術館 蔵
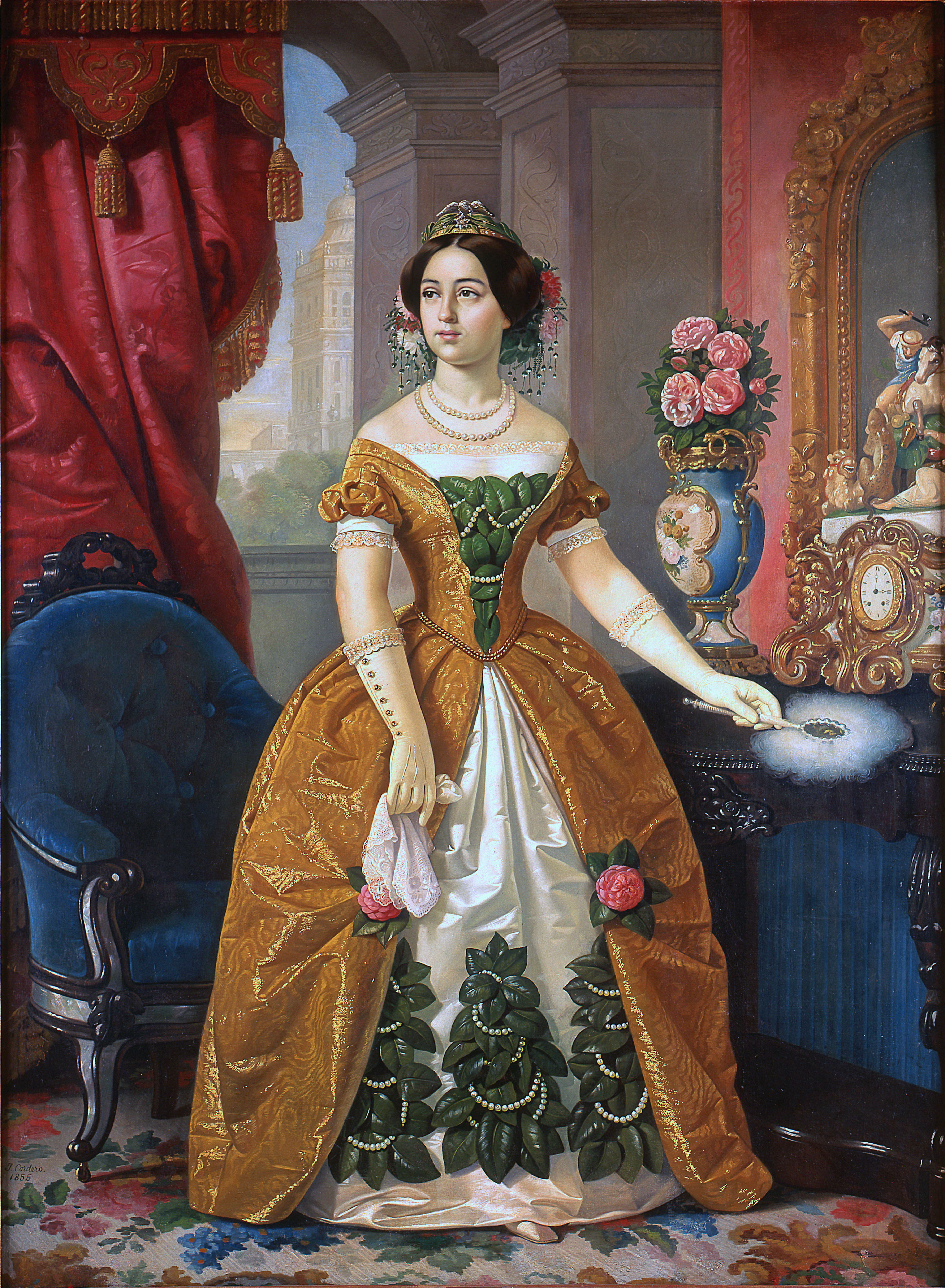
アントニオ・ロペス・デ・サンタ・アナの夫人、ドロレス・デ・トスタの肖像(1855) メキシコ国立美術館 蔵
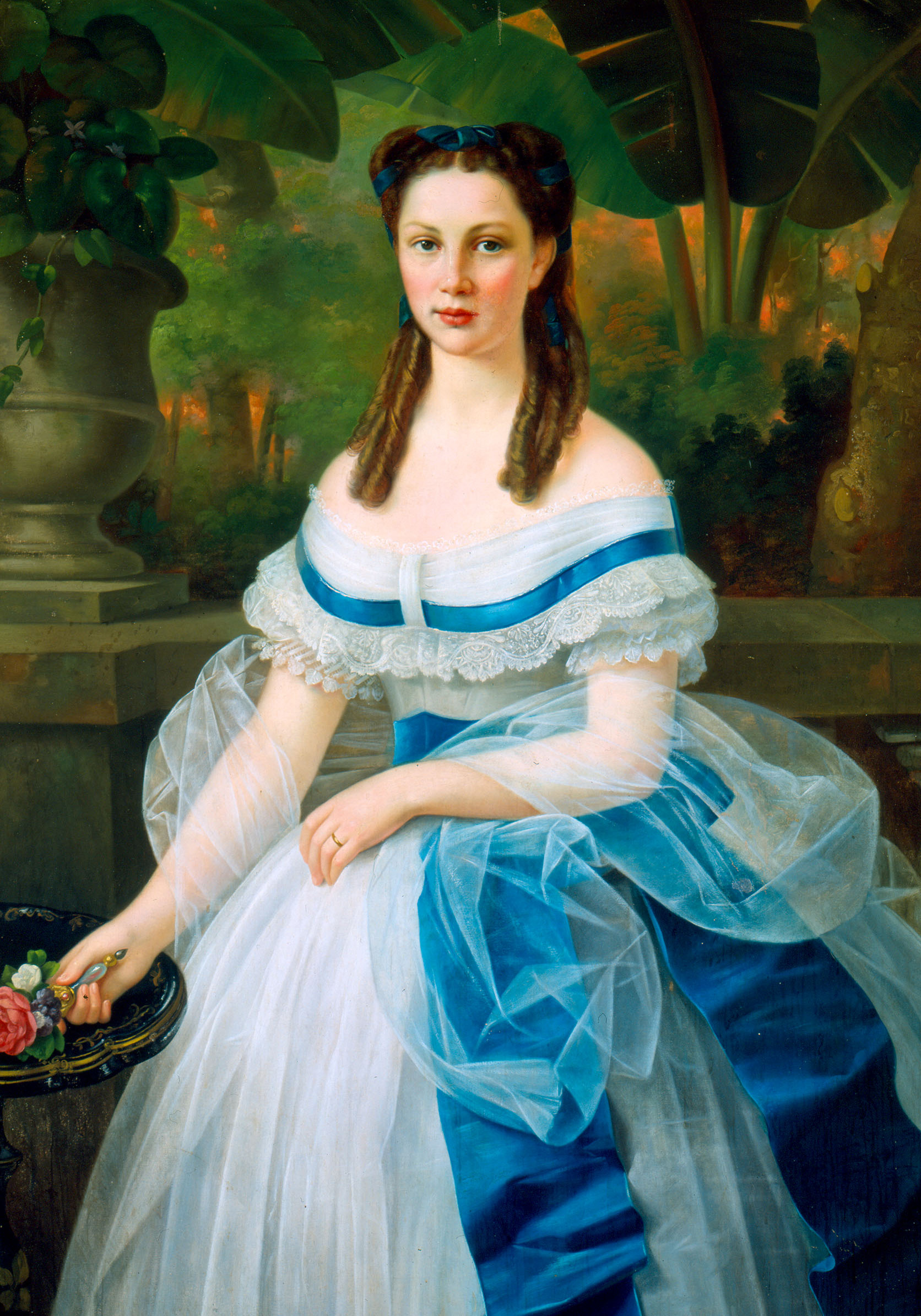
Leonor Carlota Rivas Mercadoの肖像
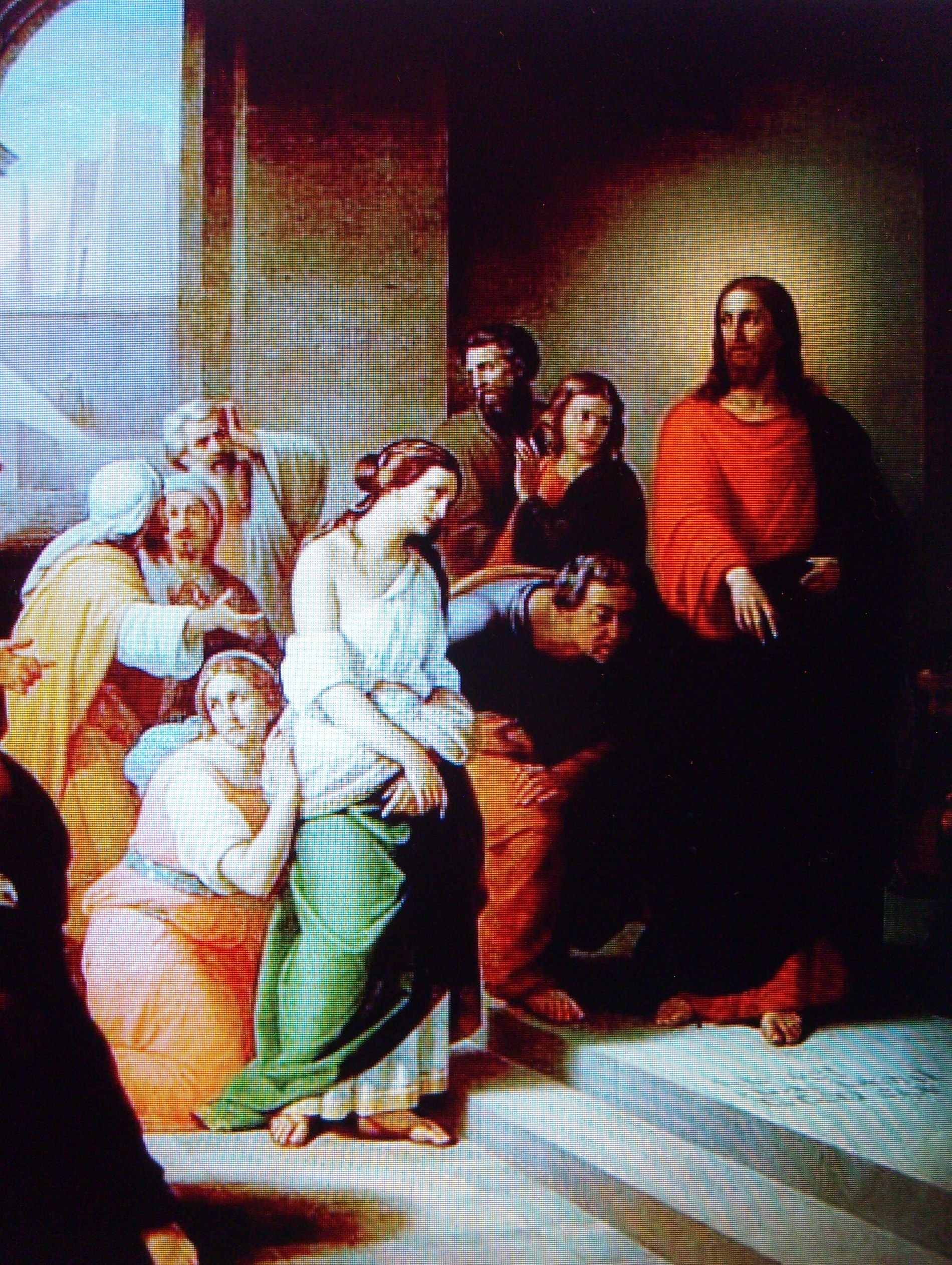
Jesús en el Templo